# Miasta Republiki Środkowoafrykańskiej
Według danych oficjalnych pochodzących z 2013 roku Republika Środkowoafrykańska posiadała ponad 40 miast o ludności przekraczającej 6 tys. mieszkańców. Stolica kraju Bangi jako jedyne miasto liczyło ponad 500 tys. mieszkańców; 1 miasto z ludnością 100÷500 tys.; 1 miasto z ludnością 50÷100 tys.; 7 miast z ludnością 25÷50 tys. oraz reszta miast poniżej 25 tys. mieszkańców.

## Największe miasta w Republice Środkowoafrykańskiej
Największe miasta w Republice Środkowoafrykańskiej według liczebności mieszkańców (stan na 12.08.2013):
| L.p. | Miasto    | Prefektura    | Liczba ludności |
| ---- | --------- | ------------- | --------------- |
| 1.   | Bangi     | Ombella-Mpoko | 622 771         |
| 2.   | Bimbo     | Ombella-Mpoko | 124 176         |
| 3.   | Berbérati | Mbomou        | 76 918          |
| 4.   | Carnot    | Mambéré-Kadéï | 45 421          |
| 5.   | Bambari   | Ouaka         | 41 356          |
| 6.   | Bouar     | Nana-Mambéré  | 40 353          |
| 7.   | Bossangoa | Ouham         | 36 478          |
| 8.   | Bria      | Haute-Kotto   | 35 204          |
| 9.   | Bangassou | Mbomou        | 31 553          |
| 10.  | Nola      | Sangha-Mbaéré | 29 181          |

## Alfabetyczna lista miast w Republice Środkowoafrykańskiej
- Alindao
- Baboua
- Bambari
- Bangassou
- Bangi
- Baoro
- Batangafo
- Berbérati
- Bimbo
- Birao
- Boali
- Bocaranga
- Boda
- Bossangoa
- Bossembélé
- Bouar
- Bouca
- Bozoum
- Bria
- Carnot
- Damara
- Dekoa
- Gamboula
- Grimari
- Ippy
- Kabo
- Kaga-Bandoro
- Kembé
- Kouango
- Mbaïki
- Mobaye
- Ndélé
- Nola
- Obo
- Paoua
- Sibut
- Yaloké
- Zemio